# Олигозахарид
Олигозахарид (от гръцките ὀλίγος („малко“) и σάκχαρ („захар“)) е въглехидратен полимер, изграден от не много на брой монозахаридни мономери, обикновено от 2 до 9. Олигозахаридите имат различни функции – най-често се срещат по плазмената мембрана на животинските клетки, където изпълняват съществена роля в междуклетъчното разпознаване. Среща се и в захарната тръстика, захарното цвекло и лактозата от мляко.
Олигозахаридите са чест компонент на гликопротеините и гликолипидите и като такива често се използват като химични маркери при клетъчното разпознаване. При A и B кръвните групи има два различни гликолипида с различни олигозахариди върху клетъчната мембрана на еритроцитите, (AB)-кръвната група има и от двата вида, докато при (O) няма никакви.